# 곡사궁
곡사궁'은 '구부러진 모양의 눈 네개'로 이루어진 궁도다.